# Kriegerdenkmal Hohenziatz

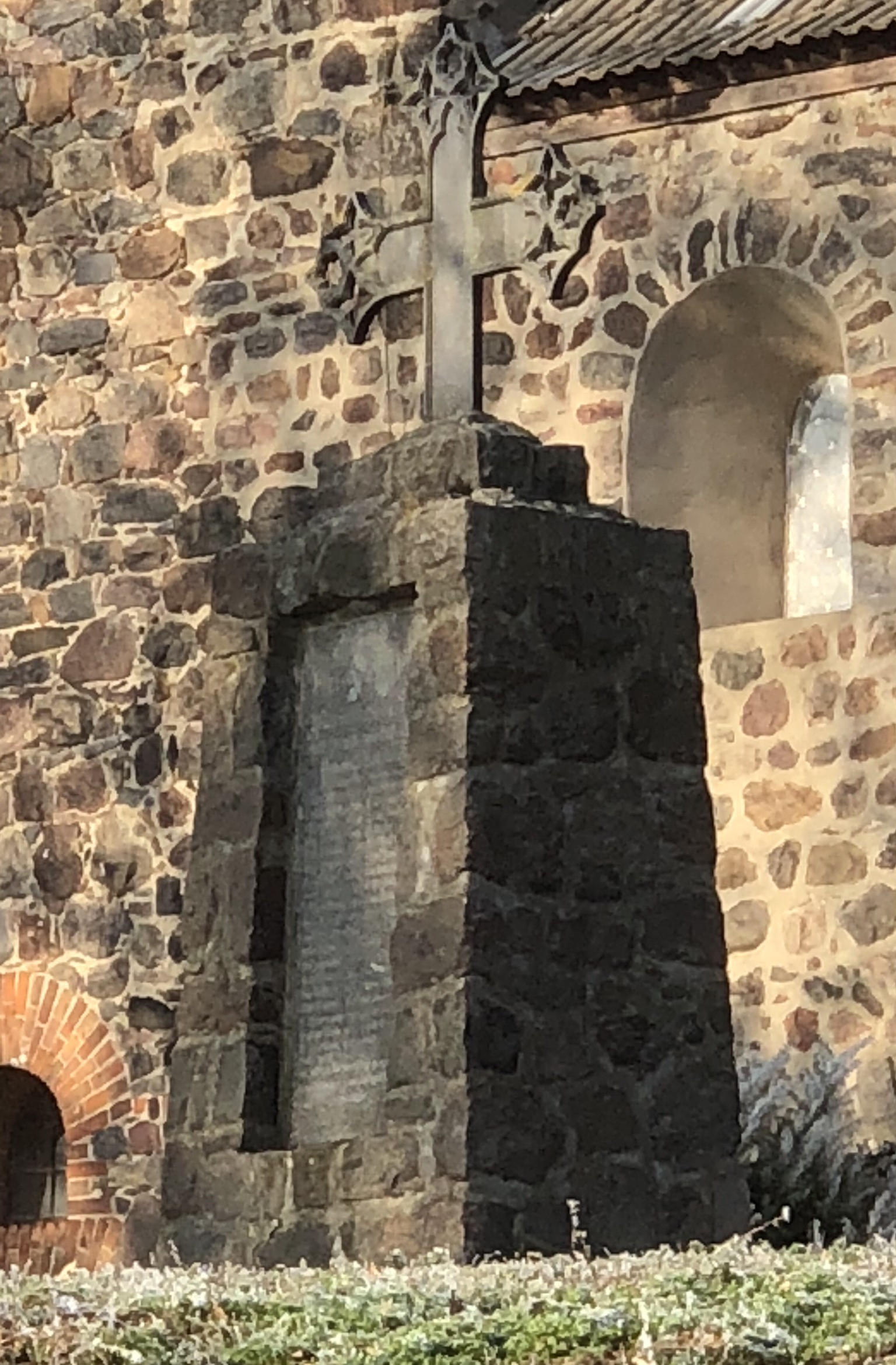
Kriegerdenkmal Hohenziatz, 2019

Das Kriegerdenkmal Hohenziatz ist ein denkmalgeschütztes Kriegerdenkmal in der Ortschaft Hohenziatz der Stadt Möckern in Sachsen-Anhalt. Im örtlichen Denkmalverzeichnis ist das Kriegerdenkmal unter der Erfassungsnummer 094 71293 als Baudenkmal verzeichnet.

## Lage
Das Kriegerdenkmal befindet sich auf dem Kirchengelände vor der Sankt-Stephanus-Kirche.

## Gestaltung
Es handelt sich um eine stumpfe Pyramide aus Natursteinen. Gekrönt wird die stumpfe Pyramide von einem Kreuz. In der Frontseite der Pyramide ist eine Tafel für die Gefallenen des Ersten Weltkrieges eingelassen.

## Inschriften
Ihren im Weltkriege gefallenen Söhnen zum

Gedächtnis. Gemeinde Hohenziatz

- Banse, Gustav
- Brauer, Gust.
- Demmel, Frdr.
- Eichelmann, Herrmann
- Eis, Richard
- Fiedler, Ernst
- Fiedler, Walt.
- Friedrich, Paul
- Grasshoff, Gust.
- Hannemann, K.
- Heinrich, Friedrich
- Heiser, Gustav
- Herms, Hermann Otto
- Kahlo, Wilh.
- Kelsch, Otto
- Köhler, Paul
- Köhler, Wilh.
- König, Karl
- Kotze, Arno
- Leps, Herm.
- Leps, Hermann
- Mahlow, Ad.
- Mählow, Wilh.
- Meseberg, Otto
- Meseberg, Otto
- Müller, Alwin
- Nedlitz, Wilh.
- Paasch, Paul
- Rehfeld, Aug.
- Säger, Hermann
- Schenk, Otto
- Schenke, Aug.
- Starbeck, Ernst
- Tarikowski, F.
- Teichmann, Adolf
- Teichmann, F.
- Thiemann, W.
- Wackernagel, O.
- Wegener, Karl
- Zander, Ernst

Cä.Joh.15.13.

Niemand hat größere Liebe denn die dass er sein

Leben lässt für seine Freunde.

## Quelle
- Gefallenendenkmal Hohenziatz Online, abgerufen am 13. Juni 2017